# Kabinett Boffa
Das maltesische Kabinett Boffa wurde am 4. November 1947 von Premierminister Paul „Pawlu“ Boffa von der Partit Laburista (PL) gebildet. Es löste das zweite Kabinett Mifsud ab und befand sich bis zum 26. September 1950 im Amt.

## Geschichte

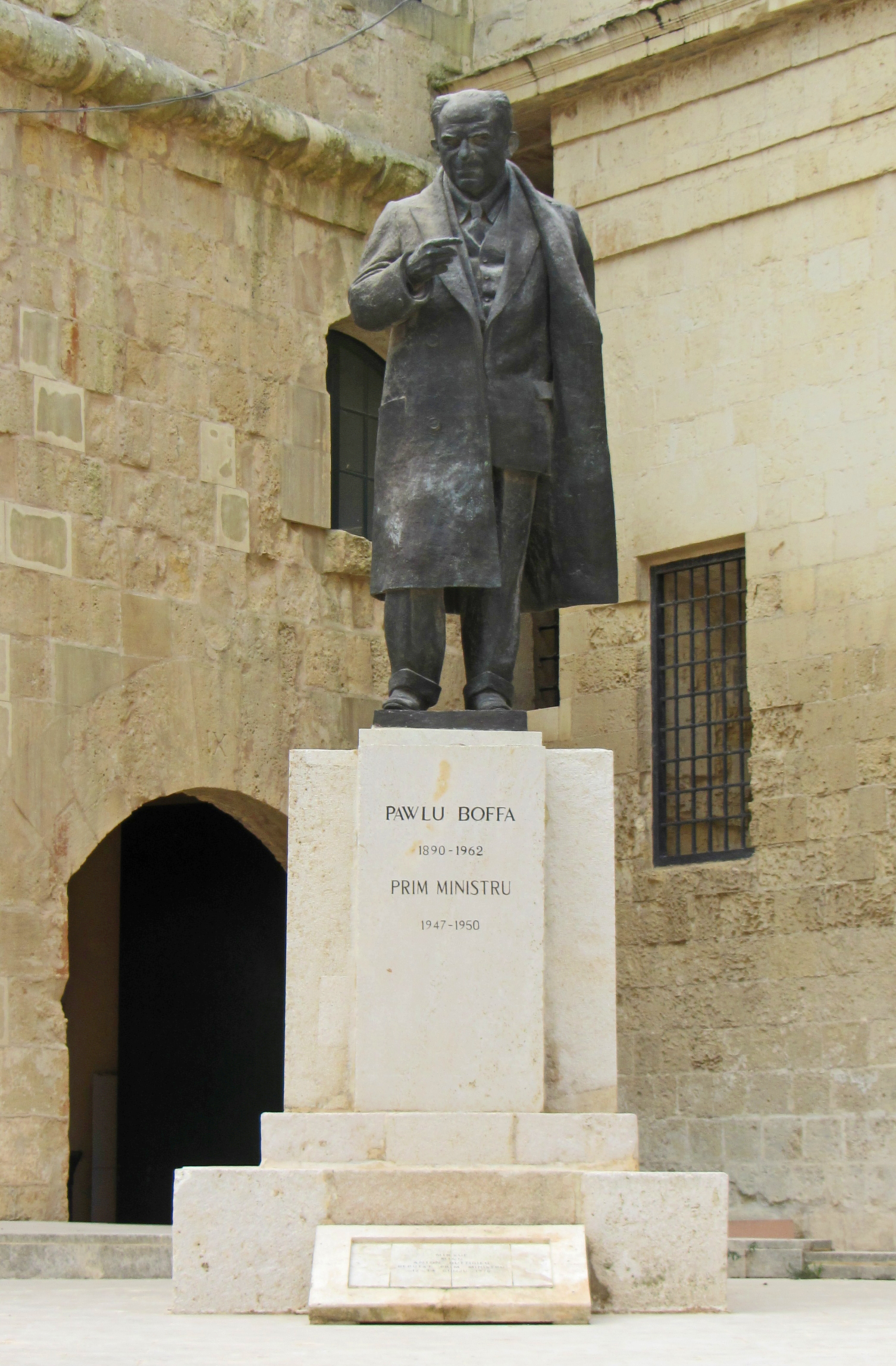
Statue von Paul „Pawlu“ Boffa in Valletta

Die Wahlen zum Repräsentantenhaus am 25. und 27. Oktober 1947 waren die ersten allgemeinen Wahlen Maltas, die neben der Abschaffung eigentumsabhängiger Wahlrechte auch die Einführung des Frauenwahlrechts vorsahen. Zugleich wurde die Zahl der Mandate von 10 auf 40 vervierfacht, wobei nach einem System der übertragbaren Einzelstimmgebung gewählt wurde. Aus den Wahlen ging die Partit Laburista mit 63.145 Stimmen (59,9 Prozent) als klare Siegerin hervor und verfügte mit 24 der 40 Sitze über eine deutliche absolute Mehrheit. Die Partit Nazzjonalista (PN) unter Enrico „Nerik“ Mizzi wurde mit 19.041 Wählerstimmen (18,0 Prozent) Zweitplatzierte und stellte 7 Abgeordnete. Die Democratic Action Party (DAP) erhielt 14.010 Stimmen (13,3 Prozent) und 4 Abgeordnete, während die Gozo Party, die nur bei diesen Wahlen antrat, 5.491 Wählerstimmen (5,2 Prozent) und 3 Sitze erhielt. Darüber hinaus war die ebenfalls auf Gozo ansässige Jones Party, die 3.664 Wählerstimmen (3,5 Prozent) erhielt, mit 2 Abgeordneten im Parlament vertreten. 
Aufgrund des durch Großbritannien verliehenen Selbstregierungsrechts bildete Boffa danach am 4. November 1947 quasi die erste halbwegs eigenständige Regierung Maltas. Im Laufe der Amtszeit Boffas kam es jedoch zu zahlreichen partei- und damit auch regierungsinternen Krisen, insbesondere zwischen ihm und dem stellvertretenden Parteivorsitzenden Dom Mintoff. Letztlich trat Boffa 1949 aus der Partit Laburista aus und gründete die Malta Workers Party (MWP), während Mintoff die PL reorganisierte und deren Vorsitzender wurde. Im August 1949 schied Mintoff aus dem Kabinett aus.
Bei den Wahlen zum Repräsentantenhaus am 2. und 4. September 1950 hatte die Partit Nazzjonalista (PN) Mizzis mit 31.431 Stimmen (29,6 Prozent) mit 12 Mandaten die meisten der 40 Sitze erhalten. Die Partit Laburista (PL) von Dom Mintoff kam auf 30.332 Stimmen (28,6 Prozent) und stellte 11 Abgeordnete, ebenso wie die Malta Workers Party (MWP) des bisherigen Premierminister Boffa, auf die 24.616 Wählerstimmen (23,2 Prozent) entfielen. Die weiteren Sitze entfielen auf die Constitutional Party (4 Sitze), die Democratic Action Party (1 Sitz) sowie einen Parteilosen. Mizzi bildete daraufhin am 26. September 1950 eine von der Malta Workers Party tolerierte Minderheitsregierung.

## Minister
| Amt                                                | Name                                                         | Partei           | Anmerkungen |
| -------------------------------------------------- | ------------------------------------------------------------ | ---------------- | --- |
| Premierminister                                    | Paul „Pawlu“ Boffa                                           | PL - 1949 MWP    | seit Januar 1950 zugleich Gesundheitsminister |
| Finanzminister                                     | Arthur „Turu“ F. Colombo                                     | PL - 1949 MWP    | seit Mai 1950 zugleich Minister für Handel und Industrie |
| Minister für Wohlfahrt und Arbeit                  | Anthony Schembri Adami Johnnie Cole                          | PL - 1949 MWP    | Schembri Adami: Amtszeit November 1947 bis Februar 1948 Cole: Amtszeit Februar 1948 bis September 1950, davor Auswanderungsminister |
| Bildungsminister                                   | Godwin G. Ganado                                             | PL - 1949 MWP    | |
| Minister für öffentliche Arbeiten und Wiederaufbau | Dom Mintoff Anthony Schembri Adami                           | PL PL - 1949 MWP | Mintoff: Amtszeit November 1947 bis August 1949 Schembri Adami: Amtszeit Januar bis September 1950, davor Gesundheitsminister |
| Minister für Handel und Industrie                  | Bertram Camilleri Arthur „Turu“ F. Colombo                   | PL PL - 1949 MWP | Camilleri: Amtszeit November 1947 bis zum Rücktritt im Mai 1950 Colombo: Amtszeit Mai bis September 1950, zugleich Finanzminister |
| Gesundheitsminister                                | Pietru Paul Debono Anthony Schembri Adami Paul „Pawlu“ Boffa | PL PL - 1949 MWP | Debono: Amtszeit November 1947 bis April 1948, danach Sprecher des Repräsentantenhauses Schembri Adami: Amtszeit April 1948 bis Januar 1950, davor November 1947 bis Februar 1948 Minister für Wohlfahrt und Arbeit, danach Minister für öffentliche Arbeiten und Wiederaufbau Boffa: Amtszeit Januar bis September 1950, zugleich Premierminister |
| Auswanderungsminister                              | Johnnie Cole                                                 | PL - 1949 MWP    | Februar 1948 Minister für Wohlfahrt und Arbeit |
| Minister für Justiz und Parlamentsangelegenheiten  | Ġużè Cassar                                                  | PL - 1949 MWP    | seit 1948 im Amt |